# Малыгин, Валерий Владимирович
Вале́рий Влади́мирович Малы́гин (21 апреля 1939 — 3 сентября 2009) — советский и российский дипломат. Чрезвычайный и полномочный посол (1991).

## Биография
Окончил Московский государственный институт международных отношений МИД СССР (МГИМО).
- В 1963—1968 годах — сотрудник центрального аппарата МИД СССР.
- В 1968—1972 годах — сотрудник посольства СССР в Индонезии.
- В 1972—1977 годах — сотрудник центрального аппарата МИД СССР.
- В 1977—1982 годах — советник посольства СССР в Индонезии.
- В 1982—1989 годах — сотрудник центрального аппарата МИД СССР.
- В 1989—1990 годах — слушатель Дипломатической Академии МИД СССР.
- С 22 июня 1990 по 13 сентября 1995 года — чрезвычайный и полномочный посол СССР (с 1991 — России) в Индонезии.
- В 1995—1997 годах — директор Второго департамента Азии МИД России.
- С 6 сентября 1997 по 29 января 2001 года — чрезвычайный и полномочный посол России в Таиланде и постоянный представитель России при ЭСКАТО по совместительству.

## Дипломатический ранг
- Чрезвычайный и полномочный посланник 1 класса (22 июня 1990)[1].
- Чрезвычайный и полномочный посол (17 августа 1991)[2].

## Семья
Был женат, имел двоих детей.